# Campo di regata

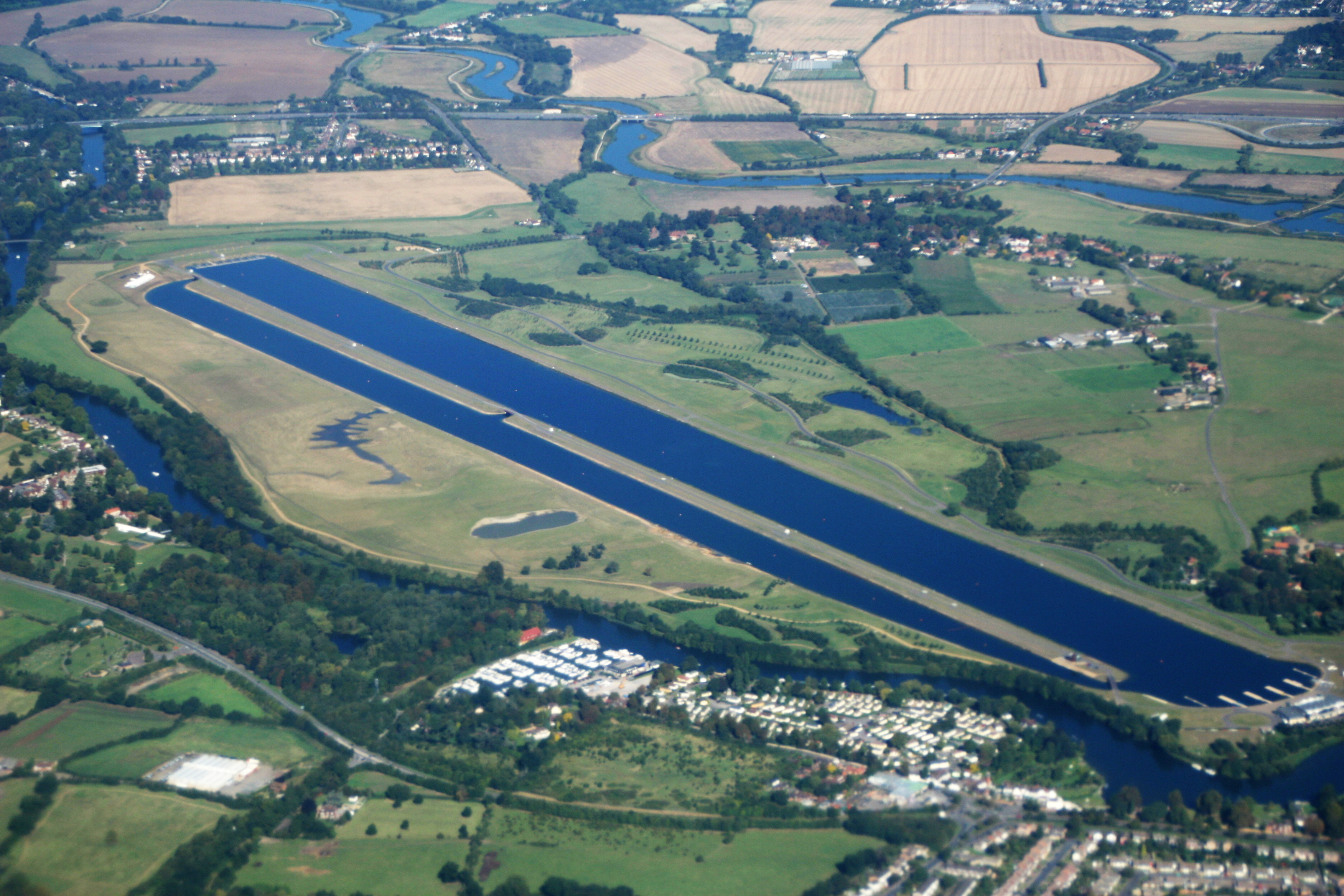
Una fotografia aerea del campo di regata dei Giochi olimpici di, il lago artificiale di Dorney Lake

Un campo di regata (in inglese regatta field), è un'area delimitata usata per gli sport acquatici quali il canottaggio, la canoa (sia canoa/kayak, che canoa fluviale) e la vela. Solitamente si tratta di un campo di gara naturale (mare, fiume, lago), con delle tribune allestite per il pubblico.

## Gli sport che si praticano
- Canottaggio e Canoa/kayak, il campo di regata può essere un lago o un lago artificiale, un bacino o un bacino artificiale
- Canoa fluviale, solitamente il campo di regata è un fiume, ma può essere anche un fiume artificiale
- Vela, generalmente il campo di regata è il mare